# 1917. március 16-ai ütközet
Az 1917. március 16-i ütközet egy kisebb tengeri ütközet volt a Norvég-tengeren az első világháborúban, melynek során a tengeri blokádot áttörni igyekvő német Leopard segédcirkálót feltartóztatta, majd tűzharcban elsüllyesztette az Achilles páncélos cirkáló és a Dundee felfegyverzett gőzhajó. Az összecsapásnak nem voltak túlélői német oldalon, míg a britek azt a hat főt veszítették el, akik a hajó ellenőrzése céljából szálltak át a Leopardra.

## Előzmények
A Möwe segédcirkáló 1916. december 11-én az Atlanti-óceánon elfogta a Yarrowdale brit tehergőzöst és legénységének egy része Swinemündébe hajózott vele. Kielben segédcirkálóvá építették át és a Leopard nevet adták neki. Fegyverzetét öt darab 15 cm-es és négy 8,8 cm-es ágyú valamint két 50 cm-es torpedóvető cső alkotta. Csúcssebessége 13 csomó volt. Parancsnokává Hans von Laffert korvettkapitányt nevezték ki, aki 1917. március 10-én hajózott ki az atlanti hajóforgalom zavarására. Még március 7-én felhívták a figyelmét arra, hogy a tervezett áttörés térségében, Skócia és Grönland közötti vizeken megnőtt az ellenséges rádióforgalom, ami a blokád jelentős megerősítésére utalt.

## Az ütközet

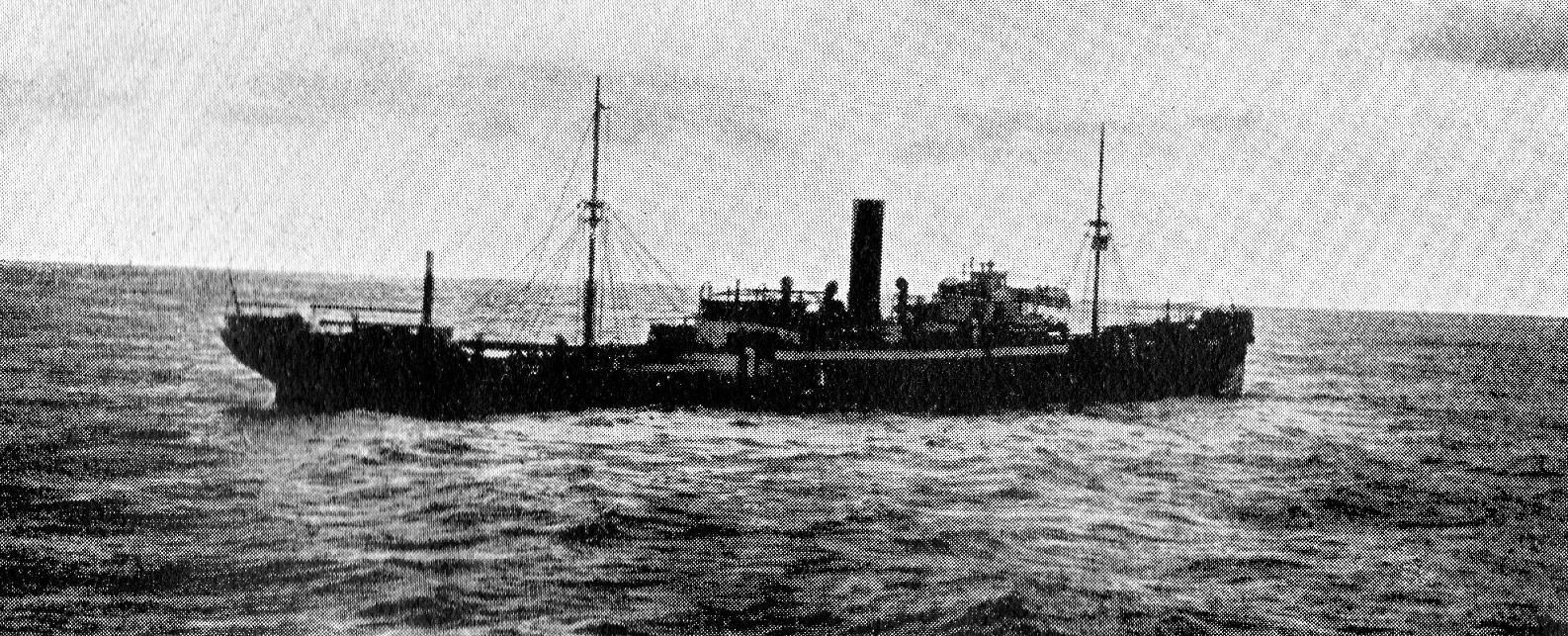
SMS Leopard

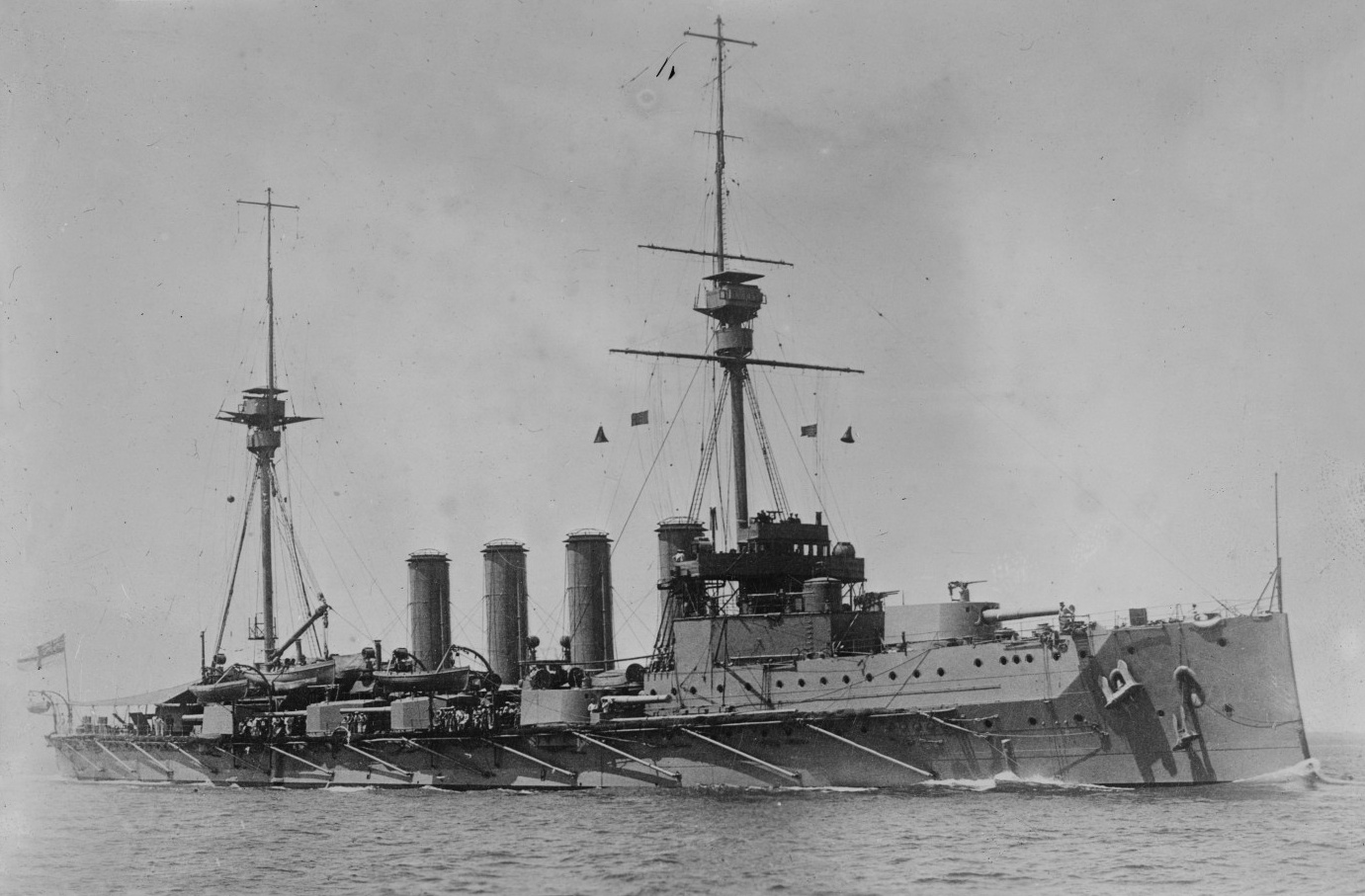
HMS Achilles

Az álcázásul norvég zászló alatt és Rena Norge néven keleti irányba hajózó segédcirkálót március 16-án 11:45-kor (GMT) a szeles, havas-esős időben észlelte kilenc mérföld távolságból az északnak tartó Achilles páncélos cirkáló félúton Norvégia és Izland között és a nyomába eredt. 14:00-ra megelőzte és megállásra szólította fel, aminek az eleget tett. Az utasításnak megfelelően nyugati irányba haladt 14:35-ig, mikor újra megállították, hogy a Dundee felfegyverzett gőzös ellenőrzést végrehajtó tagjait a fedélzetére vehesse. Laffert nem tehetett mást, minthogy felengedte őket.
14:42-kor Selwyn Day, a Dundee kapitánya leeresztett egy csónakot egy tiszttel és öt matrózzal az ellenőrzés végrehajtására, a hajójával pedig igyekezett mögötte maradni. 15:40-kor a kapitány hallani vélte, ahogy a hajó bal oldalára kifeszített nagy norvég zászló a vízre hullik. Azonnal nagyobb sebességgel való haladást rendelt el és kiadta a tűzparancsot. Röviddel ezután két torpedó haladt el a hajója mögött 20 és 50 láb távolságra. A kis távolságnak (900 m) köszönhetően minden lövedéke eltalálta a Leopard farát, melyből gőz és füst csapott fel. A két 101,6 mm-es ágyúval a hajó oldalát, a 47 mm-esekkel a parancsnoki hídját vették célba. A Leopard jobbra fordult, de a Dundee ezzel egyidejű balra fordulással el tudta kerülni, hogy a segédcirkáló teljes sortüzet lőhessen rá. A Leopardot 5-6 perc alatt 44 darab 101,6 mm-es és 25 darab 47 mm-es gránáttalálat érte mielőtt leadhatta az első lövést, majd a meggyulladó olaj okozta nagy füst eltakarta egymás elől a két hajót. Az Achilles 5 km-re volt kelet-északkeleti irányban és öt perccel a Dundee után nyitott tüzet. A Dundee a füstbe manőverezve távolodni kezdett a német hajótól, hogy a vele ellentétes irányban lévő Achilles számára lehetővé tegye a tüzelést. A forduló közben a Leopard egy újabb torpedót lőtt ki rá, de ez sem talált. 15:55-kor a páncélos cirkálóra is kilőtt egy torpedót, mely szintén nem talált célba.
A Leopard folytatta a harcot, miközben az Achilles nehézágyúinak találatai robbanásokat idéztek elő és tüzeket okoztak rajta. A Dundee a torpedók hatótávolságán kívülre hajózott és 16:10-kor ismét tüzet nyitott, de már 16:15-re elfogyott a lőszere, így ezt követően már csak az Achilles tüzelt. 16:23-kor a Dundee fedélzetéről egy német tengeralattjáró periszkópját vélték felfedezni fél mérföldre a német hajótól és az észlelést jelezték az Achilles-nek is. A segédcirkálót időközben az Achilles egy torpedótalálata is érte.
A már süllyedő Leopard legénysége az egyetlen használható ágyúval tüzelve folytatta a harcot, mígnem hajójuk 16:33-kor bal oldalára dőlt és elsüllyedt. A teljes 319 fős legénység odaveszett. A britek nem próbálkoztak a német legénység mentésével. Beszámolójuk szerint nem láttak a vízfelszínen túlélőket és tartottak egy esetleges tengeralattjáró-támadástól. A páncélos cirkálóról a Dundee észlelését inkább aknának vélték, mindenesetre a harc végével elhajóztak a helyszínről. A vízen látott tárgyról utólag úgy vélték, hogy egy olajos hordó lehetett. A brit hajókat csak csekély károk érték a közelükben becsapódó repeszektől és emberveszteségük csak a Leopard ellenőrzésére kiküldött hat fő volt.
1917. június 5-én Tromsønél egy palackpostát sodort partra a víz. Ebben a következő üzenet állt:
"Március 16-án délután 2 órakor Izland és Norvégia között vagyunk. Harcban állunk 64° 50’ északi szélesség, 1° nyugati hosszúság koordinátákon egy angol cirkálóval. Németország dicsőségéért és becsületéért harcolunk. Utolsó üdvözlet a hozzátartozóinknak."
A dokumentumot a Leopard több tisztje írta alá. A németek több információt nem tudtak meg a háború során a segédcirkáló sorsáról. mivel a brit sajtó a történteket titokban tartotta és a rádióforgalom lehallgatása révén sem tudtak meg többet. Majd csak két évvel az események után, 1919. április 19-én jelentetett meg a Times egy cikket "Hivatalos jelentés a Yarrowdale segédcirkáló elvesztéséről" címmel, melyben a Dundee és az Achilles 1917. március 17-ei jelentéseit közölték le. Ebből derült ki, hogy a britek csak a hat ellenőrzésre kiküldött tengerészt veszítették el az egy órás ütközet során, mint ahogy az is, hogy a harcok végével a két brit hadihajó azonnal elhagyta a helyszínt, mivel tengeralattjárót véltek felfedezni. Így a túlélők kimentésére sem tettek erőfeszítéseket.

## Következmények
A Leopard bevetése volt az utolsó német próbálkozás kereskedelmi háború folytatására felszíni hajóval. A sikertelenség után már csak kizárólag tengeralattjárókat vetettek be ebből a célból. A Leopard elsüllyesztése után a britek lazítottak a blokádon és talán ennek köszönhetően is a négy nap múlva az őt zsákmányul ejtő Möwe épp ugyanezen a ponton áthaladva már sikeresen vissza tudott térni Németországba.

## Linkek
- A Leopard rövid leírása